# Chaoyang (Changchun)
Chaoyang (朝阳区; Pinyin Cháoyáng Qū) ist ein chinesischer Stadtbezirk in der Provinz Jilin im Nordosten der Volksrepublik China. Er gehört zum Verwaltungsgebiet der Unterprovinzstadt Changchun, der Provinzhauptstadt. Der Stadtbezirk eine Fläche von 346 km² und zählt 827.189 Einwohner (Stand: Zensus 2010). Er ist Zentrum und Sitz der Stadtregierung von Changchun.

## Administrative Gliederung
Auf Gemeindeebene setzt sich der Stadtbezirk aus neun Straßenvierteln, zwei Großgemeinden und einer Gemeinde zusammen.